# MEGA Silk-way
MEGA Silk Way (Ме́га Силк Вей) — крупный торгово-развлекательный центр в Астане казахстанкой сети MEGA. Открыт в 2017 году. Проект реализован британским архитектурным бюро Chapman Taylor. Длина объекта — 500 м, ширина — 160 м. Посещаемость — 1,1 млн человек в месяц.

## История
Торгово-развлекательный центр MEGA Silk Way открыл свои двери в марте 2017 года на территории EXPO-2017. В церемонии открытия участвовали президент Казахстана и президент Узбекистана. В ТРЦ реализована концепция город в городе со специальными торговыми улицами (англ. shopping street). Проект ТРЦ реализован британским архитектурным бюро Chapman Taylor.

## Награды
- В марте 2019 года торгово-развлекательный центр MEGA Silk Way был признан лучшим в международном конкурсе Asia-Pacific Property Awards[2].
- В июне 2019 году ТРЦ получил награду BREEAM In-Use с оценкой Very Good в категориях управление, здоровье, комфорт, энергосберегающие технологии и экологичные материалы[2], а в декабре того же года стал победителем конкурса International Property Award 2019[2].